# Seseli varium
Seseli varium là một loài thực vật có hoa trong họ Hoa tán. Loài này được Trevis. miêu tả khoa học đầu tiên.